# 東京ヴァンパイアホテル
『東京ヴァンパイアホテル』は2017年6月16日からAmazonプライム・ビデオにて配信されたドラマ。

## 登場人物
主要人物
- K - 夏帆
- 山田 - 満島真之介
- マナミ - 冨手麻妙
- エリザベス・バートリ - 神楽坂恵
- 奇怪な女帝、姫 - 安達祐実（二役）
- ジョー - 岩永ジョーイ
- 料理人・コーディ - 渋川清彦
- アカリ - 森七菜

その他
- マナミの彼氏 - 斎藤工
- 怪しい女 - 松井玲奈
- 殺人鬼・ギガ - 中川翔子
- M - 高月彩良
- ノア ‐ コトウロレナ
- ドラキュラの族長 ‐ Cristi Rigman
- ジル - IZUMI
- ドレ - 横山歩
- マルキ - 三浦萌
- ドゥ - 小谷早弥花
- 中島アミ - 今野杏南
- リサ - 新井郁
- ゲン - 北村昭博
- 占い師  - 吹越満
- ユイ - 阿部純子
- エミ - 韓英恵
- アル - 毎熊克哉
- サランド - 階戸瑠李
- ラト - 水石亜飛夢
- コーリー - 竹崎綾華

## 映画
『東京ヴァンパイアホテル 映画版』と題して、2017年11月の第18回東京フィルメックスに特別招待作品として出品された。